# Ping An Insurance
Ping An Insurance Group (förenklade kinesiska tecken: 平安保险集团, traditionella kinesiska tecken: 平安保險集團, pinyin: Píng'ān bǎoxiǎn jítuán), är ett kinesiskt holdingbolag som har dotterbolag inom branscherna försäkringar, bank och finansiella tjänster. De rankades 2015 som världens 32:a största publika bolag och Kinas största försäkringsbolag.
För 2015 års bokslut hade de en omsättning på nästan ¥694 miljarder och en personalstyrka på 275 000 anställda med ytterligare 870 000 oberoende försäkringsmedlare av livförsäkringar. Holdingbolaget ägs till 15,57% av det thailändska konglomeratet Charoen Pokphand och deras huvudkontoret ligger i Shenzhen.